# Wang Ruisheng
Wang Ruisheng – chiński judoka.
Brązowy medalista igrzysk azjatyckich w 1994 roku.